# (269252) Bogdanstupka
(269252) Bogdanstupka est un astéroïde de la ceinture principale.

## Description
(269252) Bogdanstupka est un astéroïde de la ceinture principale. Il fut découvert le 27 août 2008 à Androuchivka par l'observatoire astronomique d'Androuchivka. Il présente une orbite caractérisée par un demi-grand axe de 3,14 UA, une excentricité de 0,12 et une inclinaison de 27,0° par rapport à l'écliptique.

## Compléments